# デルレイビーチ駅
デルレイビーチ駅（英語：Delray Beach Station）はフロリダ州デルレイビーチ サウス・コングレス・アヴェニュー345にある駅。全米各地を結ぶ旅客鉄道のアムトラックとマイアミ近郊の通勤輸送を担うトライレールが乗り入れている。

## 概要

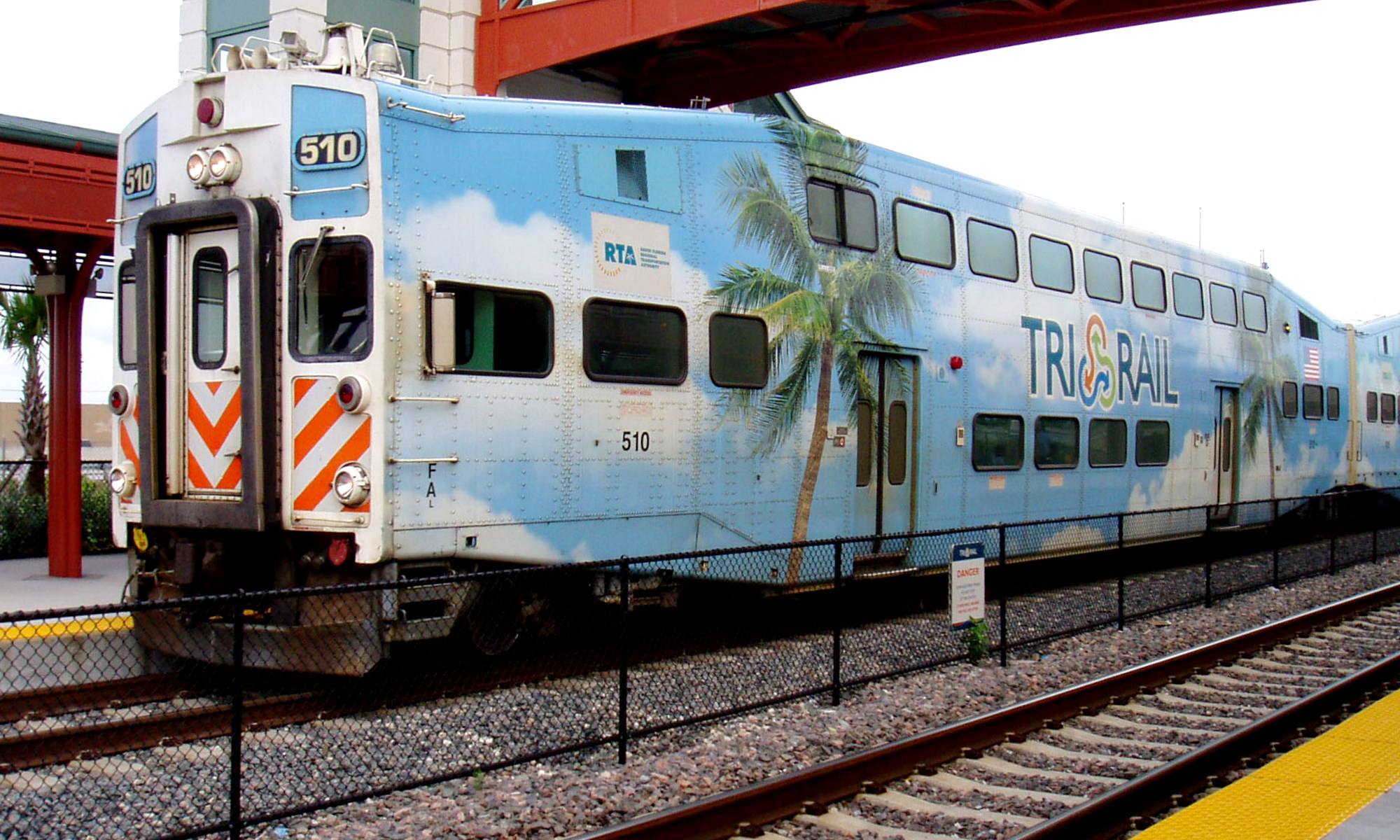
駅に停車中の列車

現在のアムトラックのデルレイビーチ駅は昔のシーボード・エア・ライン鉄道の駅の代替として南へ移転して1989年にオープンし、待合室とプラットフォームで構成されている。線増に対応するために2004年から2006年の間に改良工事が施工された。

## 利用可能な鉄道路線／列車
アムトラックのディアフィールドビーチ駅に発着する列車は下記の通り。
ニューヨークとマイアミ間の夜行長距離列車シルバー・メティオ号…1日1往復停車
ニューヨークとマイアミ間の夜行長距離列車シルバー・スター号…1日1往復停車
マンゴーニア・パーク駅とマイアミ空港駅を結ぶトライレール

## バス
当駅では下記のバスに連絡している。
路線バス… パーム交通 (Broward Palm Tran)
| 系統番号 | 路線名 | 時刻 & 路線図 |
| -------- | --- | ------------- |
| 2        | ボカ・ラトン・タウン・センター ↔ VA医療センター (コングレス・アヴェニュー経由)                                                | #2            |
| 70       | ボカ・ラトン・タウン・センター ↔ ランタナ／レーク・ワース (コングレス・アヴェニュー経由)                                      | #70           |
| 81       | デルレイ・ビーチ・クロスタウン(U.S. 1号線 アトランティック・アヴェニュー, ジョグ・ブールバード, オリオール・ブールバード経由) | #81           |